# Tripolino (grano)
Il grano Tripolino o Gargaresc o  Azizia o Eiti o Tripolone (Triticum durum Desf.) è un grano antico siciliano, coltivato nelle zone di pianura non interne di tutta la Sicilia.

## Storia
Questa varietà nel 1926 fu incrociata, da Strampelli, con il grano Senatore Cappelli per originare il grano Garigliano.

## Caratteristiche
È una varietà di frumento che fa parte del gruppo dei tetraploidi (possiede 28 cromosomi).
È una varietà di grano duro che il Ministero dell'agricoltura, della sovranità alimentare e delle foreste, ha iscritto nel Registro nazionale delle varietà da conservazione di specie agrarie e delle specie ortive; GURI - Anno 159° - Numero 76.
Ha un habitus semieretto, taglia media, spigatura precoce, resistente all'allettamento, alla stretta e alle ruggini. Ha una produttività di 11 q.li x ha.